# Arbeiderpartiet

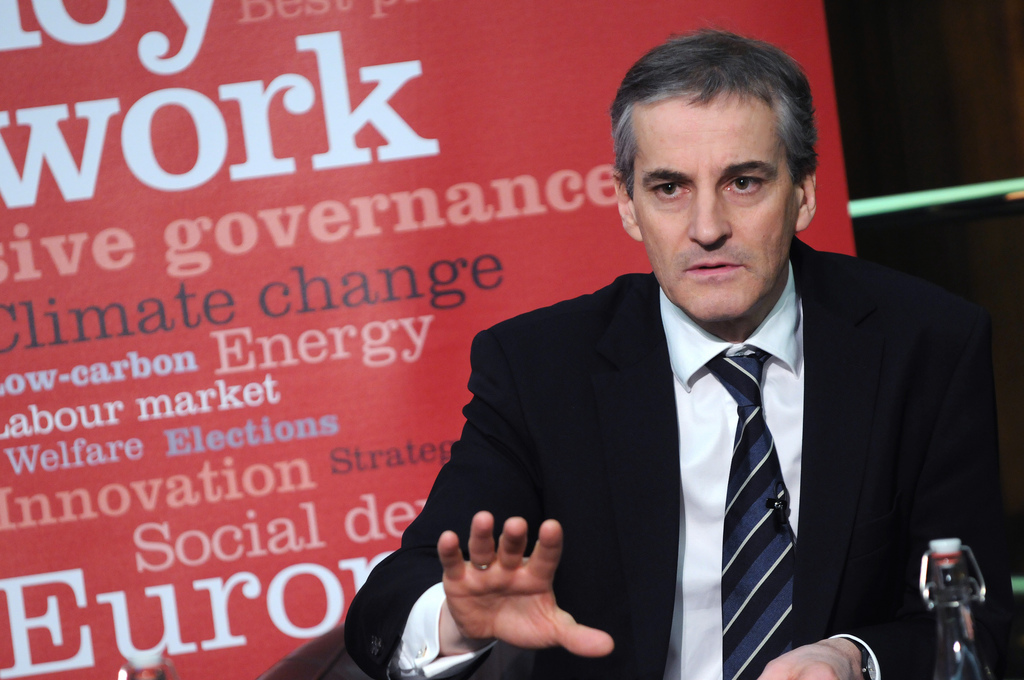
Jonas Gahr Støre, partiledare från 2014.

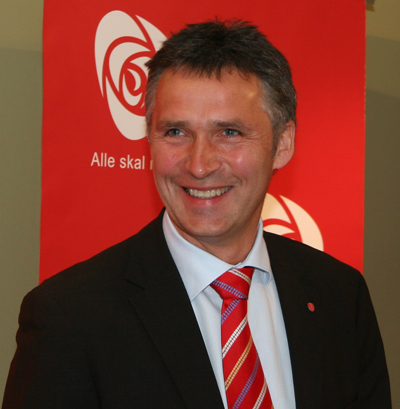
Jens Stoltenberg, partiledare 2002–2014.

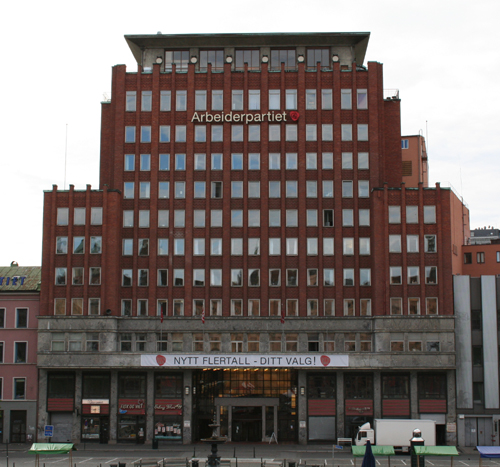
Arbeiderpartiets högkvarter vid Youngstorget i Oslo.

Arbeiderpartiet (bokmål) eller Arbeidarpartiet (nynorska), (Ap) eller Bargiidbellodat (samiska), är ett socialdemokratiskt parti i Norge. Det är landets största parti med 48 representanter i Stortinget 2021. Dess officiella namn var tidigare Det Norske Arbeiderparti/Det Norske Arbeidarpartiet (DNA), men 2011 ändrades det för att stämma överens med den benämning som används i dagligt tal. Arbeiderpartiet deltar i val till Stortinget och Sametinget (Norge) och i lokala val.

## Historia
Partiet bildades 21 augusti 1887 på landsmötet i Arendal. Arbetiderpartiet anslöts i sin helhet till Komintern, den kommunistiska internationalen, något som var unikt bland de socialdemokratiska partierna. Det splittrades 1 mars 1921 vid tillkomsten av Norges Socialdemokratiske Arbeiderparti (NSA) och 3 november 1923 på frågan om ställningstagandet till den kommunistiska Internationalen sa man nej vilket ledde till tillkomsten av utbrytarpartiet Norges kommunistiska parti (NKP).
I februari 1927 gick det dåvarande DNA, NSA och avhoppare från NKP samman till Det Forenede norske Arbeiderparti. År 1928 tillträdde den första socialdemokratiska regeringen, som bara höll i två veckor. Efter en hård och lång intern strid under 1930-talet hade reformisterna vunnit över de revolutionärt inriktade och återtagit namnet DNA. 
Arbeiderpartiet fick tillbaka makten 1935 och behöll den till 1965, med undantag för Tysklands ockupation av Norge 1940-1945 och en månads borgerlig regering 1963. Kings Bay-affären kulminerade 1963 och ledde till att den norska regeringen under Einar Gerhardsen avgick. Affären ses som en dramatisk episod i Norges historia och som början till slutet för Gerhardsens år vid makten och den socialdemokratiska dominansen.
Senare har Arbeiderpartiet suttit vid makten 1971–1972, 1973–1981, 1986–1989, 1990–1997, 2000–2001, 2005–2013 (koalitionsregering) och sedan 2021 (koalitionsregering).

## Valhistorik
Stortingsval 1906–2009
| År   | Procent av rösterna | Antal mandat |
| ---- | ------------------- | ------------ |
| 1906 | 15,9%               | 11           |
| 1909 | 21,5%               | 11           |
| 1912 | 26,2%               | 23           |
| 1915 | 32,0%               | 19           |
| 1918 | 31,6%               | 18           |
| 1921 | 21,3%               | 29           |
| 1924 | 18,4%               | 24           |
| 1927 | 36,8%               | 59           |
| 1930 | 31,4%               | 47           |
| 1933 | 40,1%               | 69           |
| 1936 | 42,5%               | 70           |
| 1945 | 41,0%               | 76           |
| 1949 | 45,7%               | 85           |
| 1953 | 46,7%               | 77           |
| 1957 | 48,3%               | 78           |
| 1961 | 46,8%               | 74           |
| 1965 | 43,1%               | 68           |
| 1969 | 46,5%               | 74           |
| 1973 | 35,3%               | 62           |
| 1977 | 42,3%               | 76           |
| 1981 | 37,2%               | 66           |
| 1985 | 40,8%               | 71           |
| 1989 | 34,3%               | 63           |
| 1993 | 36,9%               | 67           |
| 1997 | 35,0%               | 65           |
| 2001 | 24,3%               | 43           |
| 2005 | 32,7%               | 61           |
| 2009 | 35,4%               | 64           |
| 2013 | 30,8%               | 55           |
| 2017 | 27,4%               | 49           |
| 2021 | 26,3%               | 48           |

## Partiledare
- Anders Andersen 1887–1888
- Hans G. Jensen 1888–1889
- Christian Holtermann Knudsen 1889–1890
- Carl Jeppesen 1890–1892
- Ole Georg Gjøsteen 1892–1893
- Gustav Olsen-Berg 1893–1894
- Carl Jeppesen 1894–1897
- Ludvig Meyer 1897–1900
- Christian Holtermann Knudsen 1900–1903
- Christopher Hornsrud 1903–1906 (statsminister 1928)
- Oscar Nissen 1906–1911
- Christian Holtermann Knudsen 1911–1918
- Kyrre Grepp 1918–1922
- Emil Stang den yngre 1922–1923 (fungerande)
- Oscar Torp 1923–1945 (statsminister 1951–1955)
- Einar Gerhardsen 1945–1965 (statsminister 1945–1951, 1955–1963, 1963–1965)
- Trygve Bratteli 1965–1975 (statsminister 1971–1972, 1973–1976)
- Reiulf Steen 1975–1981
- Gro Harlem Brundtland 1981–1992 (statsminister 1981, 1986–1989, 1990–1996)
- Thorbjørn Jagland 1992–2002 (statsminister 1996–1997)
- Jens Stoltenberg 2002–2014 (statsminister 2000–2001, 2005–2013)
- Jonas Gahr Støre från 2014 (statsminister sedan 2021)

## Andra kända namn
- Jens Evensen (havsrättsminister 1974–1979)
- Odvar Nordli (statsminister 1976–1981)
- Johan Nygaardsvold (statsminister 1935–1945)

## Ungdomsförbund
- AUF (Arbeidernes ungdomsfylking).